# 中本健太郎
中本健太郎（1982年12月7日—）是日本田徑運動員，曾代表國家參加2012年倫敦奧運的男子馬拉松比賽，但未能獲獎。

## 外部連結
- 中本健太郎在的頁面
- 中本健太郎在Olympics.com的个人资料和比赛数据
- 中本健太郎在Olympedia的个人资料和比赛数据